# Heinrich Gottfried von Mattuschka
Heinrich Gottfried von Mattuschka (ur. 22 lutego 1734  w Jauer, zm. 9 listopada 1779 w Pitschen) – niemiecki botanik i mykolog.

## Życiorys
Heinrich Gottfried von Mattuschka (baron von Toppolczan und Spaetgen, także Matuschka von Topolczan) pochodził z rodziny szlacheckiej. Urodził się w Jauer (obecnie miasto Jawor w województwie dolnośląskim w Polsce). Jego ojcem był Friedrich Rudolph von Matuschka-Toppolczan na Börnchen i Thomaswaldau, matką Maria Josepha Barbara, baronowa von Spaetgen. H.G. von Mattuschka uczył się w domu pod opieka nauczycieli opłaconych przez rodziców, a potem ukończył filozofię na Uniwersytecie Wrocławskim. Zgodnie z wolą ojca został aplikantem adwokackim we Wrocławiu, potem pracował w sądzie w Berlinie, potem znów we Wrocławiu. W wyniku zmiany kierownictwa został zwolniony z pracy. Po tym krótkim okresie pracy zawodowej znów wrócił do studiów. Studiował algebrę, ekonomię, astronomię i botanikę. Ta ostatnia stała się jego hobby. Ożenił się z Marie Bernhardine Clara, hrabiną Clairon d'Haussonville. Mieli troje dzieci. Ze względu na swoją rozległą wiedzę, skromność i czystą miłość do ojczyzny H.G. von Mattuschka był bardzo szanowaną osobowością. Zmarł w wieku zaledwie 45 lat w pałacu w Pitschen (obecnie Pyszczyn w Polsce). 

## Praca naukowa
Podczas pobytu w pałacu w Pyszczynie w czasie terenowych wędrówek zbierał rośliny i stworzył z nich własny zielnik. Napisał pracę Flora silesiaca oder Verzeichniß der in Schlesien wildwachsenden Pflanzen (1776), która w owych czasach była wzorcowym opracowaniem flory Śląska. Ponadto H.G. von Mattuschka wyposażył pałac w Pyszczynie w cenną bibliotekę i zebrał duży księgozbiór znany poza granicami Śląska. Zbiór ten odziedziczył jego syn Bernhard i zgromadził go na zamku Arnsdorf (obecnie pałac w Miłkowie).
Opisał nowe gatunki roślin i grzybów. W nazwach naukowych utworzonych przez niego taksonów dodawany jest skrót jego nazwiska Matt.